# André Boillot
André Boillot (Valentigney, 8 agosto 1891 – La Châtre, 5 giugno 1932) è stato un pilota automobilistico francese.

## Biografia
André Boillot era il fratello minore di Georges Boillot, e come lui si avviò alla carriera di pilota. Ancora giovanissimo, si cimentò, senza grande fortuna, in una gara sul Circuito di Brooklands. Tuttavia, lo scoppio della prima guerra mondiale, in cui perse il fratello maggiore, ne interruppe momentaneamente la carriera. Dopo il conflitto, Boillot riprese a correre per la Peugeot, portandola alla vittoria nella Targa Florio del 1919. Come il fratello maggiore, tentò la fortuna anche alla 500 miglia di Indianapolis, ma fu costretto al ritiro in tutte e tre le edizioni disputate. In Europa, riuscì a vincere la Coppa Florio nel 1922 e nel 1925, mentre nel 1926 vinse la 24 ore di Spa, in coppia con Louis Rigal. Purtroppo, nel 1932, avvenne l'incidente che gli costò la vita: durante una cronoscalata nei pressi di La Châtre, uscì di strada con la sua Peugeot 201, rimanendo gravemente ferito. Morì in ospedale dopo pochi giorni e ricevette sepoltura a Parigi nel cimitero di Père-Lachaise.